# Marie Lecoq
Ne doit pas être confondu avec Marie Lecocq.
Pour les articles homonymes, voir Lecoq.
 (mars 2019).
Marie Lecoq, née le 7 novembre 1970, est une animatrice de radio qui officiait sur OÜI FM. 
De novembre 2011 à juin 2012 elle intervient épisodiquement auprès de Laurent Baffie dans l'émission C'est quoi ce bordel sur Rire et Chansons,  émission supprimée de la grille fin 2012.

## Biographie
Marie Lecoq est autodidacte. Elle commence des études au conservatoire du cinéma. Elle intègre NRJ comme assistante de Marc Scalia. C'est sur cette même radio et auprès de Julien Courbet qu'elle commence sa carrière d'animatrice, dans l'émission N'importe quoi. Elle participe ensuite sur RMC à l'émission "Les bonimenteurs" et réalise quelques chroniques humoristiques pour Sans aucun doute, TF1 et Ça me révolte, M6.
Marie Lecoq a animé sur Europe 2 l'émission C'est quoi ce bordel du lundi 5 juillet 1999 au samedi 1er juillet 2000, 22 h-minuit avec Laurent Baffie. Elle a également animé la tranche quotidienne 9 h-12 h de la radio du Groupe Lagardère, ainsi que Les lundis VIP, des interviews originales et intimistes suivies d'un live. Les lundi VIP verront entre autres se produire Coldplay et le chanteur Raphaël. Chaque lundi de 19 h à 20 h (dès janvier 2001).
Marie Lecoq rejoint OÜI FM le lundi 18 novembre 2002 et quitte la station-radio en 2008.
Une des spécificités de Marie Lecoq dans ses différentes émissions sur Ouï FM était de lire plusieurs des célèbres petites annonces du journal Libération afin que des inconnus puissent se retrouver.
Marie Lecoq est l'auteur d'un livre sous le pseudonyme Marie Golotte, elle a publié aux Éditions Albin Michel dans la collection « Histoire d'en rire » La sexualité des femmes expliquée au nuls.
Marie Lecoq fut chanteuse dans un groupe de rock amateur, Marie and the Sunshine Band.
En 1997, elle fut à quelques reprises sociétaire de l'émission Les Grosses Têtes de Philippe Bouvard sur RTL.